# ルドルフ・メンゲルベルク

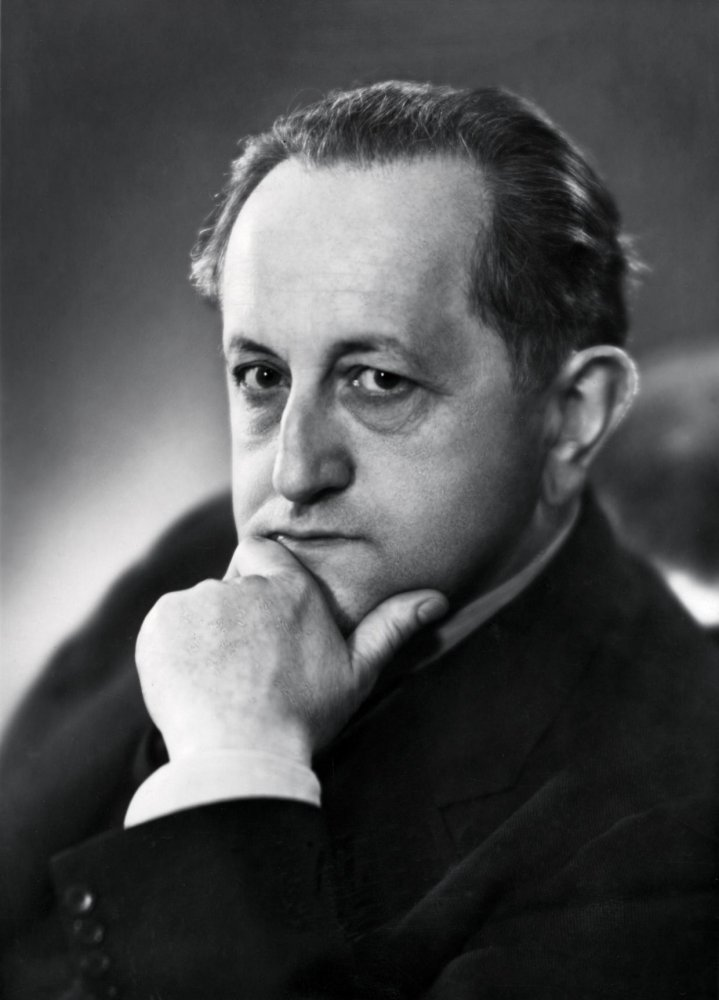
ルドルフ・メンゲルベルク

ルドルフ・メンゲルベルク（Rudolf Mengelberg, *1892年2月1日 クレーフェルト – †1959年10月13日 モンテカルロ）は、オランダの作曲家で音楽学者。

## 略歴
当初はジュネーヴやミュンヘン、ボンで法学を学ぶが、ライプツィヒで音楽学に転じた。ヤン・ブラーハやフーゴ・リーマンに師事し、ピアノをオットー・ナイツェル（1852年 - 1920年）に学んだ。1915年にイタリアの作曲家ジョヴァンニ・アルベルト・リストーリについての研究論文によって学位を取得する。最後にアムステルダムでコルネリス・ドッペルとおじのウィレム・メンゲルベルクに作曲を師事した。1917年にアムステルダムのコンセルトヘボウに所属し、1925年に芸術監督に、1935年に総監督に就任した。
早くも青春時代に室内楽や歌曲を創作しており（ジェームズ・ジョイスの詩による連作歌曲《室内楽》（1908年）など）、《ヴァイオリン協奏曲》作品18（1930年）など多くの楽種を手懸けたが、創作活動の中心を占めていたのは、《レクィエム》（1924年）や《平和のためのミサ曲（イタリア語: Missa pro Pace）》（1932年）、《聖母哀傷》（1941年）などの声楽曲であった。テノール独唱と合唱、管弦楽のための《ブドウ摘み》は、1928年にオランダ音楽奨励協会賞を獲得した。音楽学者としての著作に、『マーラー伝』（1923年）や歴史的な研究書『文化的な統一体としてのオランダ』（1928年）がある。